# Mytilaster lineatus
Mytilaster lineatus — вид морських молюсків родини мідієвих (Mytilidae).

## Характеристика
Зовнішні дуже подібний на мідію, однак сягає в довжину не більше за 2,5-3 см. Населяє скелясті біотопи, черепашка прикріплюється бісусом до субстрату, утворюючи щитки або друзи біля урізу води. Часто можна зустріти цих молюсків на таломах крупних водоростей або на вищій водній рослинності.

## Ареал
Поширений на Атлантичному прибережжі південної Європи, у Середземному, Егейському, Мармуровому, Азовському і Чорному морях. Як вид-вселенець відзначений в Каспійському морі.